# قلعه مالمیسون
قلعه مالمیسون ( تلفظ فرانسوی: [ʃɑto d(ə) malmɛzɔ̃] )، یک قصر فرانسوی است که در نزدیکی کرانه چپ رود سن، حدود ۱۵ کیلومتر (۹٫۳ مایل) غرب مرکز پاریس، در کمون روی-ملمیزون واقع شده است.
این قلعه قبلاً محل سکونت امپراتریس ژوزفین بوهارنه، به همراه باغ تویلری از سال ۱۸۰۰ تا ۱۸۰۲ مقر دولت فرانسه و آخرین اقامتگاه ناپلئون در فرانسه در پایان جنگ صد روزه در سال ۱۸۱۵ بود.

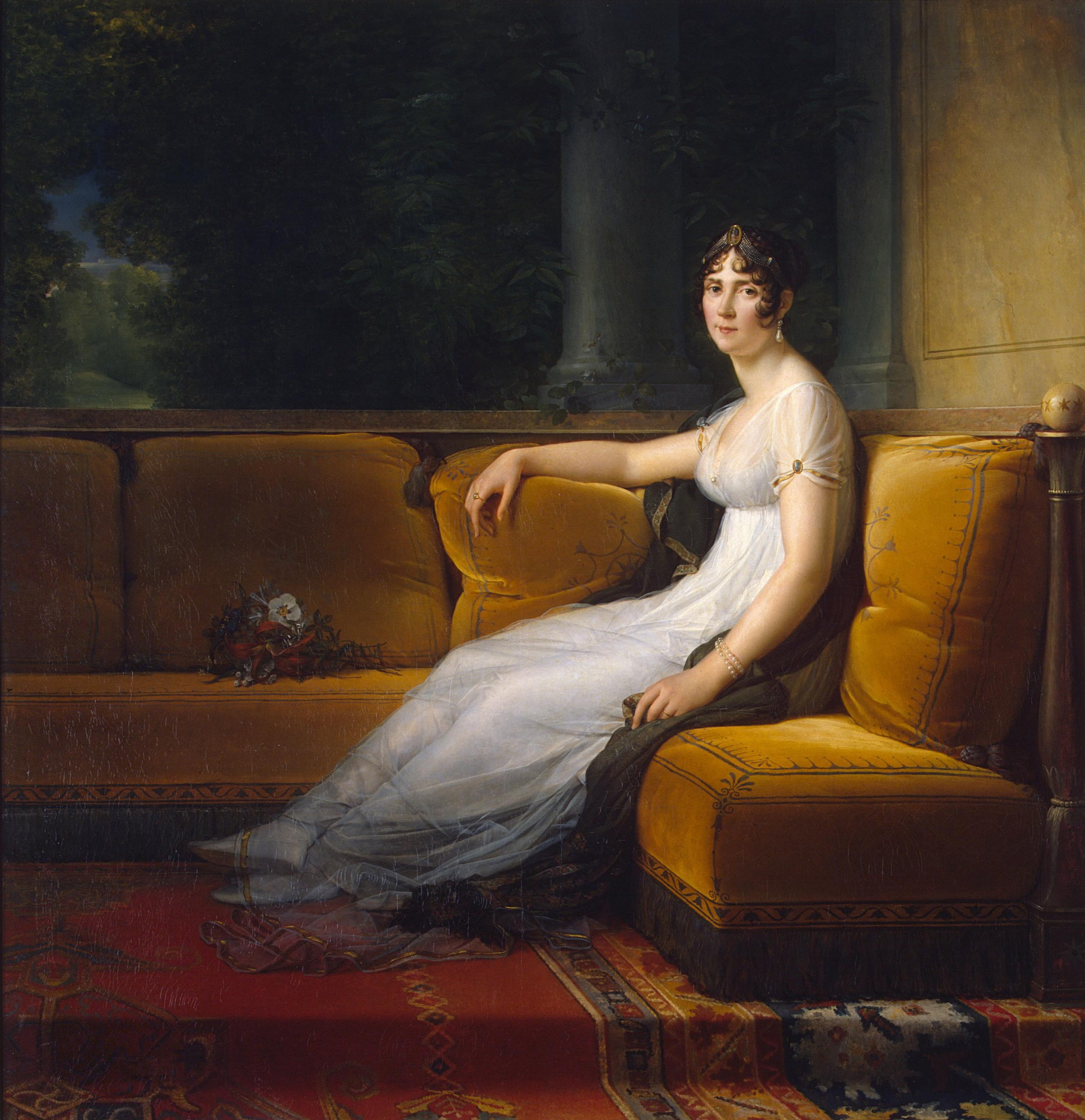
ژوزفین بوهارنه در مالمیسون در سال ۱۸۰۱، اثر فرانسوا ژرار

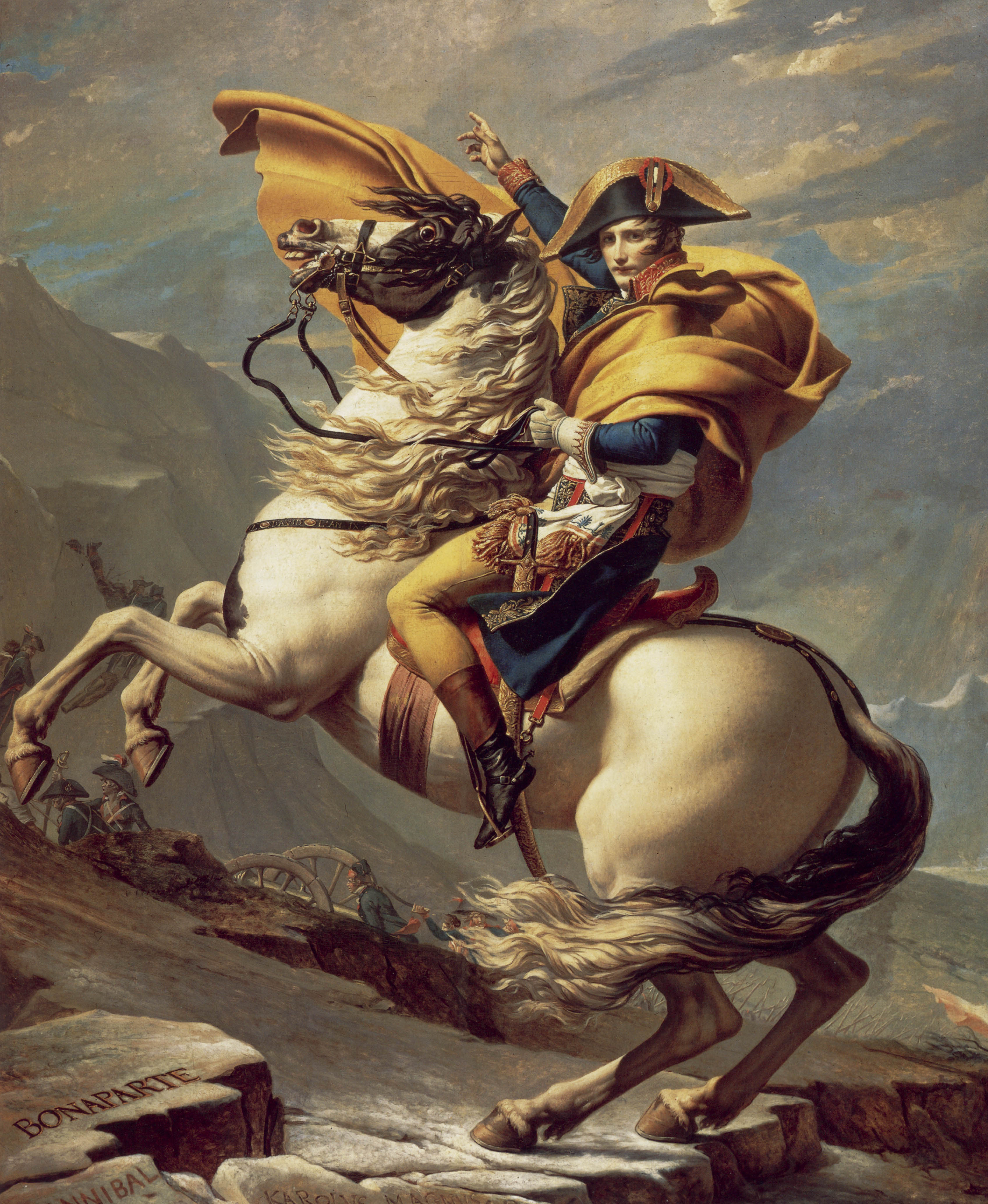
ناپلئون در حال عبور از آلپ، یک نقاشی اثر ژاک-لویی داوید از مجموعه مالمیسون